# 1125 China
1125 China è un asteroide della fascia principale. Scoperto nel 1957, presenta un'orbita caratterizzata da un semiasse maggiore pari a 3,1283834 UA e da un'eccentricità di 0,2168316, inclinata di 3,04109° rispetto all'eclittica.
Il suo nome è un omaggio alla Cina. Il nome 1125 China era stato precedentemente attribuito all'oggetto 1928 UF di cui tuttavia non fu determinata correttamente l'orbita e andò perso. Nel 1957 si decise di riutilizzare tale denominazione per 1957 UN1 in quanto primo asteroide scoperto dal suolo cinese. Quando nel 1986 l'asteroide ritenuto perso venne ritrovato ricevette la denominazione 3789 Zhongguo ovvero la traslitterazione della parola cinese per Cina.